# De tragische tante
De tragische tante is een stripverhaal uit de reeks van Suske en Wiske. Het is geschreven door Peter Van Gucht.

## Personages
- Suske, Wiske, tante Sidonia, Lambik, Jerom, bioscooppubliek, Janus Vanonderen, man die van sportauto's en harde muziek houdt, een man die zijn moeder heeft meegenomen tijdens de date, een man die meer van honden houdt, een man die met treintjes speelt, een man die net een andere date heeft gehad en een man die treurt om zijn overleden vrouw, goochelaar en zijn assisstente, ambulancepersoneel, agent, publiek, Paulo Pupillo (hypnotiseur), ober, ziekenhuispersoneel

## Locaties
- bioscoop, huis van tante Sidonia, restaurant, huis van Lambik en Jerom, duur restaurant, park, flat, Het Kanaal (bar), ziekenhuis

## Het verhaal
Tante Sidonia begint tijdens een romantische film heel hard te huilen in de bioscoop. Suske en Wiske horen dat ze denkt dat ze nooit een man zal vinden. Daarop besluiten de kinderen tante Sidonia op te geven bij een datingsite. Suske bewerkt de foto van tante met Photoshop en al snel wordt de eerste date gemaakt. Tante Sidonia gaat uit met Janus Vanonderen, maar er is geen klik. Daarna date tante Sidonia met een man die van sportauto's en harde muziek houdt, een man die zijn moeder heeft meegenomen tijdens de date, een man die meer van honden houdt, een man die met treintjes speelt, een man die net een andere date heeft gehad en een man die treurt om zijn overleden vrouw. Tante Sidonia heeft er genoeg van en stopt met daten. Dan zien Suske en Wiske dat ze de foto van Lambik kust. De kinderen willen een date regelen tussen tante Sidonia en Lambik, maar Lambik weigert. 
Tante Sidonia wint tickets voor een variétéshow, maar ze heeft geen zin. Suske en Wiske gaan in haar plaats en zien hoe mensen verliefd worden op een stoel als ze onder hypnose zijn. Met een belletje ontwaken ze en herinneren niks meer. Suske en Wiske kopen het boek van de hypnotiseur en besluiten Lambik te hypnotiseren. Lambik wordt inderdaad smoorverliefd op tante Sidonia. Hij neemt haar mee op date, maar wordt steeds wakker van de geluiden van belletjes. Suske en Wiske zijn hen gevolgd en kunnen met hun belletje de hypnose weer laten intreden. Lambik neemt tante Sidonia mee naar een duur restaurant. Ze voelt zich erg speciaal. Als de beiaard begint te spelen, rent Lambik in paniek weg. Suske en Wiske kunnen dit niet meer voorkomen met het belletje. Tante Sidonia is droevig en de kinderen besluiten uit te zoeken of ze de hypnose permanent kunnen maken.
Dit blijkt te kunnen en ze bezoeken Lambik in zijn slaap. Jerom hoort de teksten ook en wordt ook verliefd op tante Sidonia. Beide mannen vechten om de aandacht van tante Sidonia en ze krijgen ruzie. Tante Sionia wil niet dat haar vrienden ruzie hebben en kiest zowel Jerom als Lambik niet. Lambik wil zichzelf iets aandoen, maar hij kiest ervoor om veel te drinken in bar Het kanaal. Jerom springt dan van een flat, maar blijft ongedeerd. Als tante Sidonia dit hoort, krijgt ze een zenuwinzinking en raakt in het ziekenhuis. Suske en Wiske vragen Paulo Pupillo om hulp. Het lukt hem om de hypnose ongedaan te maken en alles lijkt weer normaal. Paule wil het boek ook uit de handel halen, om verdere ongelukken te voorkomen. Dan vertellen Lambik en Jerom dat ze elkaar heel leuk vinden en naar Griekenland op vakantie zullen gaan. Suske, Wiske en tante Sidonia schrikken als de mannen de deur uit lopen. Lambik moet lachen om zijn grap, maar merkt dan dat Jerom verliefd naar hem blijft kijken.

## Achtergronden bij het verhaal
Dit verhaal werd in 2012 als De tirannieke tante geschreven voor publicatie in Tros Kompas, maar is daar destijds (net als Het vervloekte venster) niet in verschenen. Suske en Wiske werden in Tros Kompas vervangen door Donald Duck.
Het verhaal werd alsnog uitgegeven voor Algemeen Dagblad.